# Nazionale femminile di pallacanestro della Guyana
La nazionale femminile di pallacanestro della Guyana è la rappresentativa cestistica femminile della Guyana ed è posta sotto l'egida della Federazione cestistica della Guyana.

## Piazzamenti

### Campionati centramericani
- 1997 - 6°